# Ishøj Teater
Ishøj Teater er et professionelt producerende egnsteater, der ligger i Ishøj. Det er et af Danmarks mest besøgte børneteatre.
Teatret ligger i Tranegilde landsby i Ishøj. Opførelsen var privat finansieret. Det blev taget i brug i december 1972. Ishøj Teater er en selvejende institution.
Historie
Ishøj Teater blev grundlagt i 1965 af Jytte Lyngbirk og Tonny Lyngbirk. De første år blev  forestillingerne opført på lejede scener i København: Allé Scenen, Comediehuset
og Vesterbro Ungdomsgårds Scene og på forskellige turnescener i provinsen. I 1968 byggede Jytte og Tonny Lyngbirk et lille teater i forbindelse med deres hus i Ishøj Landsby.  Teatret spillede i de følgende godt tre år for ca. 100.000 tilskuere.
I 1972 byggede Jytte og Tonny Lyngbirk det nuværende Ishøj Teater i Tranegilde Landsby, hvor der har været spillet for op til 60.000 børn og voksne om året. 1986 til 2011 har teatret haft status som egnsteater i Ishøj Kommune. I 2011 vurderede Kunstrådet, at Ishøj teater var stagneret kunstnerisk.
 Herefter blev Allan Grynnerup ny teaterleder.
2012 blev teateret støttet af Ishøj Kommune, fonde og sponsorer. Med den nye ledelse blev teateret fra 2013 igen egnsteater.
Teatrets organisation
I bestyrelse sidder seks medlemmer. Formand for bestyrelsen er Nina Schiøttz. Allan Grynnerup er teatrets leder med ansvar for økonomisk og kunstnerisk drift.